# Muntpunt
Muntpunt is vooral bekend als de Nederlandstalige bibliotheek in Brussel, de grootste bibliotheek in de stad. Strikt gezien is Muntpunt het Vlaams communicatiehuis in Brussel onder de vorm van het extern verzelfstandigd agentschap Muntpunt vzw. Muntpunt heeft de rol van informatiecentrum, verbindingsinstrument en belevingsbibliotheek als open huis.

## Geschiedenis
Muntpunt is in 2011 ontstaan uit de versmelting van de Hoofdstedelijke Openbare Bibliotheek en Onthaal en Promotie Brussel.
De Hoofdstedelijke Openbare Bibliotheek was een Nederlandstalige openbare bibliotheek in Brussel. Ze maakte deel uit van de Vlaamse Gemeenschapscommissie (VGC) en bestond onder deze naam van 1974 tot 2011.

## Het gebouw
Het gebouw waar Muntpunt gevestigd is werd door B-architecten in 2013 grondig gerenoveerd. Begin september 2013 werd het officieel heropend. In 2022 werd door ABDM architecten de gevel en het dak gerenoveerd. Aan de achterkant van het gebouw bevindt zich gelijkvloers het Grand Café Muntpunt. Erboven zijn er vergaderzalen en een receptieruimte.

## Bedrijfsstructuur
De vzw Muntpunt werd opgericht bij notariële akte van 25 augustus 2011. Een uittreksel van de akte werd gepubliceerd in het Belgisch Staatsblad van 6 september 2011.
De oprichting werd mogelijk gemaakt door het Decreet van 19 november 2010 dat in werking is getreden bij Besluit van de Vlaamse Regering van 13 mei 2011 (B.S. 21.06.2011). 